# Étang de Chareyziat
L'Étang de Chareyziat est un étang, classé ZNIEFF de type I, situé sur la commune de Saint-Étienne-du-Bois dans le département de l'Ain.

## Statut
Le site est classé zone naturelle d'intérêt écologique, faunistique et floristique de type I sous le numéro régional n°01030004

## Description
Ce petit étang fait partie d'une série de petits étangs du sud de la Bresse. Il est situé en bordure de la forêt de Chareyziat.  Cette forêt a été coupée en deux par l'autoroute A39.

## Flore
- Laîche de Bohême:  Carex bohemica
- Écuelle d'eau Hydrocotyle vulgaris, protégée dans tout le département

## Faune
- La Pie-grièche écorcheur affectionne les buissons en bordure de l'étang, de mai à septembre.